# Tear down this wall!

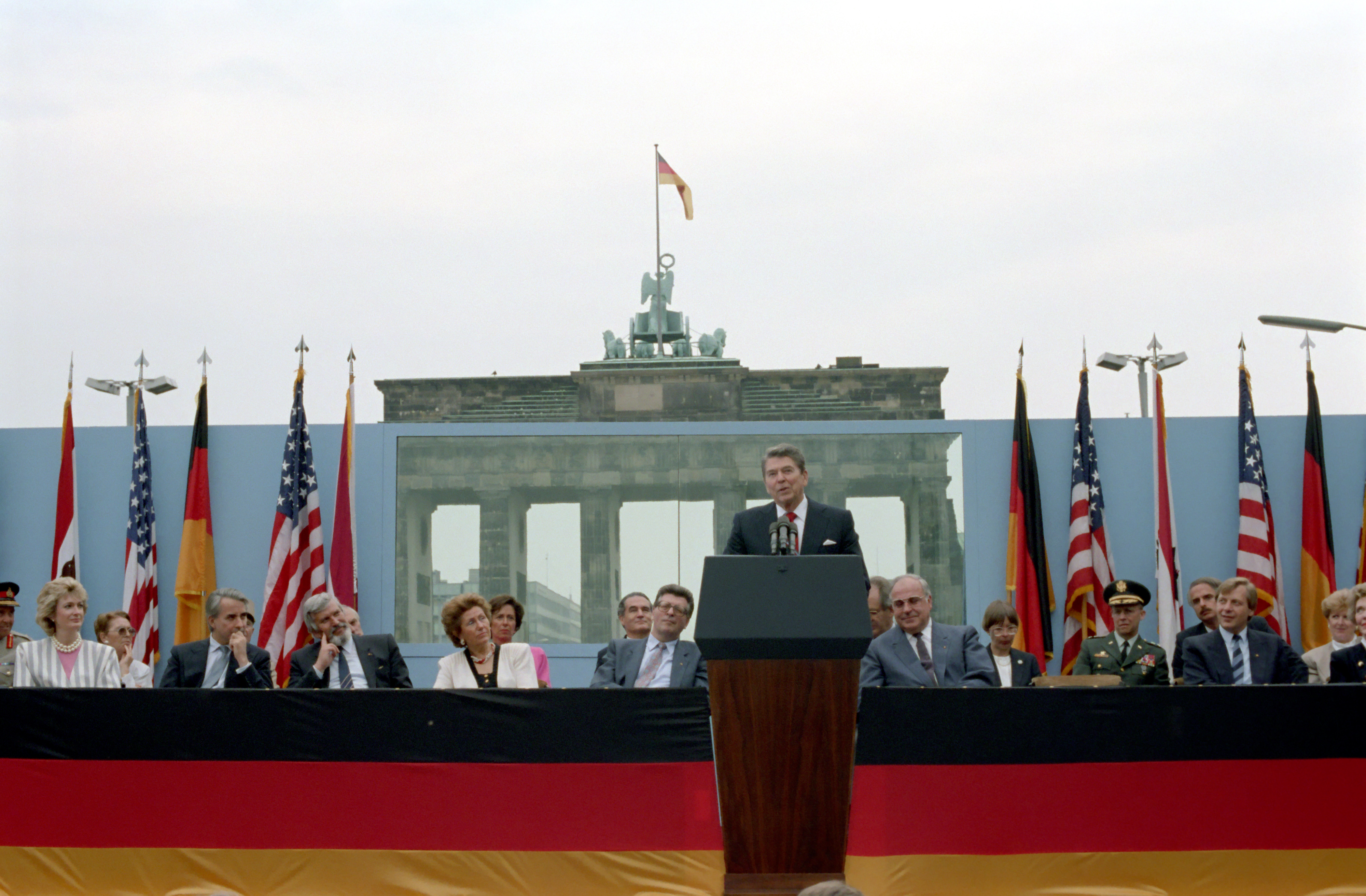
Reagan tijdens de toespraak

Tear down this wall! (Nederlands: "breek deze muur af!") was een oproep van de Amerikaanse president Ronald Reagan aan Michail Gorbatsjov, leider van de Sovjet-Unie, tijdens een toespraak aan de Brandenburger Tor nabij de Berlijnse Muur op 12 juni 1987. Reagan daagde Gorbatsjov, destijds secretaris-generaal van de Communistische Partij van de Sovjet-Unie, uit om de Berlijnse Muur af te breken, als een symbool voor Gorbatsjovs verlangen om de vrijheid in de Sovjet-Unie te verhogen door glasnost ("transparantie") en perestrojka ("herstructurering").

## Achtergrond
De Berlijnse Muur, gebouwd in 1961, werd bekend als een symbool van de communistische onderdrukking. In de Ich bin ein Berliner-speech verklaarde de Amerikaanse president John F. Kennedy de steun van de Verenigde Staten aan het democratische West-Berlijn, kort nadat de DDR, een satellietstaat van de Sovjet-Unie, de Berlijnse Muur had gebouwd als een barrière om een eind te maken aan de massale vlucht van de DDR-bevolking naar West-Berlijn en de Bondsrepubliek.
President Reagans bezoek in 1987 was zijn tweede bezoek binnen een termijn van vijf jaar. Het bezoek vond plaats in een tijd van verhoogde spanningen tussen Oost- en West-Europa die veroorzaakt was door de stationering van korteafstandsraketten door de Sovjet-Unie en de Verenigde Staten in Europa. Reagan plande om in 1987 de G7-top in Venetië bij te wonen. Hij maakte een korte stop in Berlijn.
De Brandenburger Tor werd gekozen door de president in zijn overtuiging dat die plaats zou aantonen dat de westerse democratie de beste hoop bood om de Berlijnse Muur te openen. Zijn toespraak concentreerde zich op een reeks politieke initiatieven om dit te bereiken. De beroemde "Sloop deze muur"-zin was bedoeld als de logische conclusie van de voorstellen van de president. Zoals de toespraak werd opgesteld, werd deze toespraak van aanzienlijke controverse binnen de Amerikaanse regering gevolgd. Diverse medewerkers en assistenten hadden de zin afgeraden. Alles wat zou kunnen leiden tot verdere Oost-Westspanningen of potentiële verlegenheden van Gorbatsjov, met wie president Reagan een goede relatie had opgebouwd, moest worden weggelaten. De Amerikaanse functionarissen in de Bondsrepubliek en presidentiële tekstschrijvers, waaronder Peter Robinson, dachten er anders over. Robinson reisde naar de Bondsrepubliek om potentiële locaties om een toespraak te houden te inspecteren. Robinson kreeg een algemeen gevoel dat de meerderheid van de West-Berlijners tegen de muur waren. Robinson hield de zin in de toespraak.
Bij aankomst in Berlijn op 12 juni 1987, werd Reagan meegenomen naar de Reichstag, waar hij de Berlijnse Muur vanaf een balkon kon zien.

## De toespraak
Ongeveer 45.000 mensen waren aanwezig bij de Brandenburger Tor. Onder de toeschouwers waren de Bondspresident Richard von Weizsäcker, Bondskanselier Helmut Kohl en de burgemeester van West-Berlijn Eberhard Diepgen. Twee ruiten van kogelvrij glas beschermde Reagan tegen mogelijke sluipschutters in Oost-Berlijn.
Reagan zei:
Wij zijn blij met verandering en openheid, want wij geloven dat vrijheid en veiligheid samengaan, dat de vooruitgang van de menselijke vrijheid alleen maar kan versterken en dat dit de reden van de wereldvrede kan zijn. Eén teken die de Sovjets kunnen maken is onmiskenbaar, dit zou dramatisch zijn voor de vrijheid en de vrede. Gorbatsjov, als je vrede zoekt, als je welvaart zoekt voor de Sovjet-Unie en Oost-Europa, als je liberalisering zoekt, kom hier naar deze poort. Gorbatsjov, open deze poort. Gorbatsjov, sloop deze muur!
President Reagan zei later in zijn toespraak: "Ik zag woorden gespoten op de muur, 'Deze muur zal vallen. Geloof zal werkelijkheid worden'. Ja, in heel Europa zal deze muur vallen, want het kan ongeloof en de waarheid niet weerstaan. De muur kan geen vrijheid weerstaan.
Een ander hoogtepunt van de toespraak was Reagans oproep aan de wapenwedloop. Hij riep de Sovjets op om hun "SS-20-kernwapens" te beëindigen en om een hele klasse aan nucleaire wapens op te heffen.

## Reactie en erfgoed
Hoewel Tear down this wall! de beroemdste woorden van Ronald Reagan waren, ontving de toespraak relatief weinig aandacht van de media. Het tijdschrift Time meldde 20 jaar later dat de communisten kritisch over de toespraak waren. Het Sovjet-persbureau TASS beschuldigde Reagan van een openlijk provocerende en oorlogszuchtige speech. Op 9 november 1989 viel de Berlijnse Muur en stortten de communistische regeringen in Oost-Europa en in de Sovjet-Unie ineen. Het neerhalen van de muur belichaamde de ineenstorting van de communistische Sovjet-Unie. In september 1990 was Reagan niet langer president.
Voormalig bondskanselier Helmut Kohl zei dat hij nooit zou vergeten dat hij dicht bij Reagan stond toen hij Gorbatsjov uitdaagde om de Berlijnse Muur af te breken. Hij was een revolutionair voor de wereld en zeker ook voor Europa. Hoewel de toespraak werd beschouwd als een van de meest memorabele en invloedrijke toespraken van Reagan, was er veel geschil over hoeveel invloed en impact zijn woorden hadden op het Duitse volk.
Ook al was er veel onenigheid over hoeveel invloed Reagans woorden hadden over de vernietiging van de muur, de toespraak werd herinnerd als een belangrijk moment in de Koude Oorlog.
"Als Gorbatsjov serieus was met zijn toespraak van glasnost en perestrojka, dan kon hij het bewijzen door zich de Berlijnse Muur te slopen", zei Peter Robinson, de toespraakschrijver van het Witte Huis die de zin "sloop deze muur!" verzon.